# Rivière du Grand Carbet
Pour les articles homonymes, voir Carbet.
La rivière du Grand Carbet est un cours d'eau de Guadeloupe prenant source dans le parc national de la Guadeloupe et se jetant dans l'océan Atlantique.

## Géographie
Longue de 12,9 km de longueur et prenant sa source à 1 300 m d'altitude dans le massif du volcan de la Soufrière, la rivière du Grand Carbet traverse la commune de Capesterre-Belle-Eau sur Basse-Terre et se jette dans la mer des Caraïbes au sud de Capesterre à la pointe du Carbet au niveau de l'allée Dumanoir.
Alimentée sur son cours, notamment, par les eaux de la ravine Longueteau, de la rivière Grosse-Corde et de la rivière Dauré, elle est connue pour ses trois chutes d'eau très spectaculaires, les chutes du Carbet.

## Histoire
C'est à l'embouchure de la rivière que se trouve le lieu du premier débarquement attesté de Christophe Colomb sur l'île le 4 novembre 1493 – en raison des spectaculaires chutes du Carbet visibles de loin –, avant un second effectué le lendemain à l'embouchure de la rivière de Sainte-Marie, au lieu-dit Sainte-Marie, situé un peu plus au nord et où il résida une semaine.

## Barrage de Dumanoir
Pour faire face aux problèmes récurrents de manque d'eau pour l'irrigation agricole en période de carême, le schéma d'aménagement du territoire a décidé de la réalisation du barrage de Dumanoir dans la ravine éponyme qui constitue son émissaire et un affluent du Grand Carbet. Il s'agit d'un barrage hydraulique construit en remblai, alimenté par captage des eaux de la rivière du Grand Carbet voisine, d'une hauteur de digue de 25 mètres et d'une capacité de retenue de 630 000 m3 pour une emprise au sol de 7 ha. L'ouvrage, d'un coût total de 27,6 millions d'euros, a été mis en service en février 2010 pour l'irrigation, et il est envisagé par la Générale des Eaux qu'il puisse alimenter, après traitement de ses eaux, le réseau guadeloupéen d'eau potable.